# Phyllachorales
Phyllachorales is een orde van Sordariomycetes uit de subklasse Sordariomycetidae.

## Taxonomie
De taxonomische indeling van de Phyllachorales is als volgt:
Orde: Phyllachorales
- Familie:  Phaeochoraceae
- Familie: Phyllachoraceae